# Berdella
Berdella è un film del 2009 scritto e diretto da William Taft, e co-diretto da Paul South; basato sulla vita del serial killer Robert Berdella.

## Trama
Kansas City (Missouri), Stati Uniti 1984: Robert "Bob" Berdella, titolare di un bazar, è un serial killer omosessuale che tiene prigioniero in casa sua un ragazzo di nome Jimmy Howler. Bob si reca al lavoro, poi si ferma a leggere delle riviste pornografiche al parco, e infine torna a casa dopo aver venduto eroina al suo amico Larry. Quindi Bob invita a casa sua un giovane tossicodipendente e poi gli taglia la gola.
Durante una partita di poker, Bob serve agli altri giocatori suoi amici del chili (che è implicito contenga carne umana), e successivamente violenta e poi uccide un operaio di nome Mike Walton. Il giorno dopo, Bob si masturba davanti alle foto dei suoi crimini, disposte sul cadavere di Walton, e poi esce per prendersi cura della sua bottega, lasciando a casa da soli un paio di drogati che aveva ospitato. I due tossici la saccheggiano.
Dopo aver venduto il teschio di una delle sue vittime a un cliente del negozio, Bob visita un gay bar, dove scopre uno dei due ragazzi che gli hanno svaligiato la casa. Bob convince l'uomo a tornare a casa con lui, lo tortura con rabbia e infine distoglie lo sguardo prima di soffocarlo con una borsa di plastica in testa. Bob in seguito tira Larry fuori di prigione e lo porta a casa sua. Dopo averlo drogato lo mutila, lo soffoca e poi lo decapita dopo aver iniettato delle sostanze abrasive in un foro che aveva praticato nella parte posteriore del suo cranio.
Successivamente, Bob approccia un prostituto di nome Cliff, con l'intenzione di farlo diventare il suo schiavo sessuale personale. Mentre si trova al lavoro, Bob viene aggredito dal fratello maggiore di Jimmy Howler, e comincia a soffrire di dolori al torace. Bob viene informato che dovrà chiudere il suo negozio, e Cliff, tenuto prigioniero a casa sua, riesce a fuggire. Una serie di scritte in sovrimpressione comunicano che Bob è stato arrestato per omicidio di primo grado, è riuscito ad evitare la pena di morte fornendo una piena confessione, per poi morire in carcere di infarto nel 1992.

## Critica
Erik W. Van Der Wolf di Dread Central assegnò al film 3½ stellette su 5, e concluse: "Berdella è ben lungi dall'essere perfetto e sembra decisamente essere un film a basso budget sotto ogni aspetto, ma questo non impedisce a Taft e South di darci qualcosa che valga la pena vedere". Todd Martin di Horror News lodò la fotografia e l'interpretazione di Seth Correa, ma definì il film "così-così" e scrisse, "sebbene non possa dire di detestarlo, ancora non ci vedo nulla di speciale che possa farmi desiderare di guardarlo di nuovo". Scrivendo per The Pitch, Alan Scherstuhl stroncò Berdella, deridendo la "sceneggiatura piena di buchi, la recitazione miserabile, l'amoralità dell'opera, e l'incapacità di stabilire una chiara relazione tra l'azione che si svolge in una scena e quello che succede nella seguente". Concluse la sua recensione definendo Berdella un film che è "una tortura guardare".